# Magyarország családai czimerekkel és nemzékrendi táblákkal
A Magyarország családai czimerekkel és nemzékrendi táblákkal egy nagy terjedelmű 19. századi magyar genealógiai munka, szerzője Nagy Iván történész.

## Jellemzői
A mű Pesten jelent meg 1857 és 1868 között 12 kötetben, összterjedelme mintegy 4400 oldal. A mű az akkori Magyarország nevezetesebb családjait próbálta bemutatni nagyszámú mellékelt nemzedékrendi táblázat és családi címerkép segítségével. A mű igen komoly adattartalma miatt máig szinte egyedülálló a maga nemében. 
A művet az 1980-as években a Helikon Könyvkiadó Budapesten reprint kiadásban ismét megjelentette, de a 13 kötetet 8 nagyobb kötetbe sűrítette össze. Az új kiadás miértjét így indokolták meg: „E 13 kötetből álló munka, mely mind a mai napig nélkülözhetetlen kézikönyv mindazok számára, akik hazánk feudáliskori társadalomtörténetét kívánják kutatni vagy csak egyszerűen egy-egy híres történelmi személyiség családjának múltjára kíváncsiak, a könyvaukciók egyik legkeresettebb darabja. A ma már szinte hozzáférhetetlen könyvritkaságot kiadónk most reprint formában újra kiadja.”
Elektronikus formában a Magyar Elektronikus Könyvtár, az Arcanum Kft., illetve a Google Books tette közzé.

## Az eredeti mű kötetbeosztása
A sorozat a következő köteteket tartalmazta:
| Kötetszám | Kötetcím                               | Kiadási év | Oldalszám |
| --------- | -------------------------------------- | ---------- | --------- |
| I.        | Aaron család – Benyovszky család       | 1857       | 311       |
| II.       | Beökeös család – Bülgözdy család       | 1858       | 282       |
| III.      | Caballini család – Dvornikovich család | 1858       | 420       |
| IV.       | Ebeczky család – Gyürky család         | 1858       | 504       |
| V.        | Haagen család – Justh család           | 1859       | 375       |
| VI.       | Kabarcz család – Kúthy család          | 1860       | 568       |
| VII.      | Láb család – Múlyady család            | 1860       | 610       |
| VIII.     | Nadabori család – Omazta család        | 1861       | 340       |
| IX.       | Paál család – Rottal család            | 1862       | 862       |
| X.        | Sáaghy család – Szombathy család       | 1863       | 943       |
| XI.       | Taaffe család – Török család           | 1865       | 441       |
| XII.      | Vachott család – Zichy család          | 1865       | 525       |
| [XIII.]   | Pótlék-kötet                           | 1868       | 379       |

## A reprint kiadás kötetbeosztása
A reprint kiadásban több kötetet összevontak (de az eredeti címlapokat is meghagyták belül). Ezek a kötetek külön új sorszámot nem kaptak.
| Kötetszám | Kötetszám az eredeti kiadásban | Kötetcím        | Kiadási év | Oldalszám |
| --------- | ------------------------------ | --------------- | ---------- | --------- |
| (I.)      | I–II.                          | A–B             | 1987       | 593       |
| (II.)     | III–IV.                        | C–Gy            | 1987       | 504       |
| (III.)    | V–VI.                          | H–K             | 1987       | 568       |
| (IV.)     | VII–VIII.                      | L–Ö             | 1987       | 762       |
| (V.)      | IX.                            | P–R             | 1988       | 862       |
| (VI.)     | X.                             | S–Sz            | 1988       | 944       |
| (VII.)    | XI–XII.                        | T–Zs            | 1988       | 525       |
| (VIII.)   | Pótlék-kötet                   | A–Z Pótlékkötet | 1988       | 377       |

## Képtár

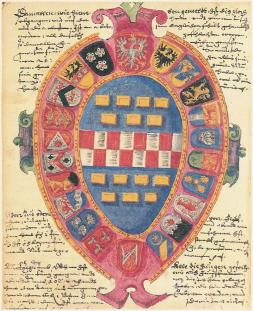
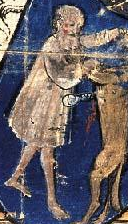